# Gustau V de Suècia
Gustau V de Suècia (Castell de Drottningholm, 16 de juny de 1858 - 29 d'octubre de 1950), de la dinastia Bernadotte, fou rei de Suècia des del 1907 fins a la seva mort l'any 1950. Les polèmiques foren presents al llarg del seu regnat, sobretot centrades en la seva presumpta homosexualitat i en l'especial relació que tingué amb els nacionalsocialistes.

## Biografia
Nasqué al Palau Reial de Drottningholm, prop d'Estocolm, el dia 16 de juny de l'any 1858, fill del futur rei Òscar II de Suècia i de la princesa Sofia de Nassau. Al néixer li fou atorgat el títol de duc de Värland. Gustau era net per part de pare del rei Òscar I de Suècia i de la princesa Josefina de Leuchtenberg, i per línia materna del gran duc Guillem I de Nassau i de la princesa Paulina de Württemberg.
El 20 de setembre de l'any 1881 es casà a Estocolm amb la princesa Victòria de Baden. La princesa Victòria era filla del gran duc Frederic I de Baden i de la princesa Lluïsa de Prússia i, per tant, era neta del kàiser de la unificació alemanya Guillem I. La parella tingué tres fills:
- SAR el rei Gustau VI Adolf de Suècia, nascut a Estocolm el 1883 i mort el 1973. Es casà en primeres núpcies amb la princesa Margarida del Regne Unit de la qual quedà vidu l'any 1920. Tres anys després es casà amb lady Lluïsa Mountbatten.
- SAR el príncep Guillem de Suècia, nascut a Estocolm el 1884 i mort a la capital escandinava el 1965. Es casà l'any 1914 amb la gran duquessa Maria de Suècia, de la qual es divorcià quatre anys després.
- SAR el príncep Eric de Suècia, nascut el 1889 a Estocolm i mort solter el 1918.

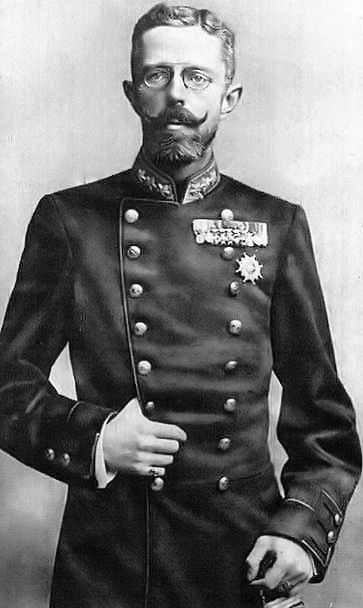
Gustau V de Suècia

Victòria aportà a la família Bernadotte la legitimitat històrica que els mancava, ja que aquesta princesa de Baden era descendent i hereva legítima dels drets dels antics reis suecs de la dinastia Vasa.

## Política
El rei Gustau V fou l'últim sobirà suec que intervingué formalment en política. El seu ascens al tron tingué lloc l'any 1907, dos anys escassos després que Noruega s'independitzés de Suècia. Gustau era un monarca autoritari que desaprovava tant els moviments civils pels drets democràtics com la lluita en favor dels drets dels treballadors. Les seves topades amb el parlament foren constants. El 1914, en l'anomenat "Discurs del Pati" al Palau Reial d'Estocolm, exhortà les forces militars al rearmament, cosa que provocà la dimissió en bloc del govern liberal i una greu crisi constitucional.
Tanmateix, al llarg de la Primera Guerra Mundial Suècia romangué dins la neutralitat i no donà cap mena de suport ni al bàndol central ni a l'Entesa. Durant el conflicte hi hagué diverses situacions de crisi, com ara una forta depressió econòmica i una gravíssima epidèmia de grip. Els aldarulls al carrer eren continus, esperonats pels esdeveniments que hi havia a Rússia. Després de les eleccions de 1917, Gustau V es veié obligat a acceptar un govern de coalició de social-demòcrates i republicans, que l'amenaçà amb una reforma de la constitució per a destituir-lo. Des d'aleshores el rei moderà les seves posicions autoritàries, especialment d'ençà que el primer ministre social-demòcrata Hjalmar Branting aconseguís que el Parlament fos elegit per sufragi universal d'ambdós sexes (1921).
L'any 1936 Gustau V nomenà un altre govern de coalició format per social-demòcrates i el Partit dels Pagesos, que en pocs anys convertí Suècia en el primer país europeu dotat de l'anomenat "estat del benestar": subsidi d'atur, sanitat pública universal i ensenyament gratuït fins a qualsevol nivell, només en funció de la vàlua de cadascú. Hom pot afirmar que quan esclatà la II Guerra Mundial, la probresa havia estat erradicada del país.
Al segon conflicte mundial Suècia es tornà a declarar neutral, per bé que la col·laboració que el govern i la monarquia mantingueren amb el nacionalsocialisme alemany és més que provada. Al llarg de la Guerra es mantingueren inalterades les exportacions sueques de ferro a Alemanya, cosa que contribuí fortament a la puixança econòmica de Suècia. El monarca sempre es mostrà més partidari dels règims feixistes que no pas dels Aliats. Fins i tot, el primer ministre reconegué que havia rebut pressions del monarca amb l'objectiu d'afavorir els interessos alemanys durant la invasió de Noruega.
El rei fou un gran aficionat al tennis, on era conegut pel pseudònim Mr. G. Aquest esport, fins aleshores poc o gens popular a Suècia, aconseguí i manté tothora un gran nombre de practicants i campions.
Els darrers anys de la seva vida Gustau V ja no es molestà en ocultar més la seva condició d'homosexual, especialment quan esclatà l'anomenat "cas Haijby", nom d'un amant seu, el qual, sense que rei ho sabés, diversos governs havien intentat foragitar de Suècia mitjançant pressions i suborns i que al final reclogueren en un centre psiquiàtric.
A causa de la seva salut ja precària, Gustau V cercà el clima més benigne de Niça (França), on passà llargues temporades, fins al punt que es feia notar la seva absència en cerimònies oficials a Suècia. A causa d'una broncopneumònia, morí als 90 anys en el palau on havia nascut. Fou sebollit al panteó reial de la basílica de Riddarholmen, a Estocolm.